# بوگونیا (فیلم)
بوگونیا (انگلیسی: Bugonia) فیلم کمدی علمی تخیلی به کارگردانی یورگوس لانتیموس است. این فیلم، بازسازی انگلیسی‌زبان فیلم محصول سال ۲۰۰۳ کره جنوبی، سیاره سبز را نجات دهید! به کارگردانی جانگ جون هوان است. بوگونیا در ایالات متحده در ۷ نوامبر ۲۰۲۵ به نمایش درخواهد آمد.

## بازیگران
- اما استون در نقش میشل، مدیرعامل یک شرکت بزرگ داروسازی
- جسی پلمونس در نقش تدی، یک زنبوردار توطئه‌گر

## تولید
توسعهٔ یک بازسازی انگلیسی‌زبان از فیلم محصول سال ۲۰۰۳ کره جنوبی به نام سیاره سبز را نجات دهید! به کارگردانی جانگ جون هوان، توسط گیل تریسی با فیلم‌نامه اقتباسی از این اثر در سال ۲۰۲۰ آغاز شد و جانگ کارگردانی آن را بر عهده خواهد داشت. آری استر برای تهیه کنندگی این فیلم قرارداد امضا کرد و تصمیم به تعویض جنسیت شخصیت اصلی از مرد به زن داشت.
در فوریه ۲۰۲۴، اعلام شد که یورگوس لانتیموس به جای جانگ، کارگردان این فیلم خواهد بود و المنت پیکچرز به تیم تولید این فیلم پیوست. اما استون نیز در حال مذاکره برای بازی در این فیلم بود که چهارمین همکاری او با لانتیموس به‌شمار می‌رود. در مارس ۲۰۲۴، جسی پلمونس در حال مذاکره برای پیوستن به فیلم بود.

### فیلم‌برداری
تصویربرداری اصلی در ژوئیه ۲۰۲۴ در ویکام، انگلستان آغاز شد، با سکانس‌های دیگری که برای فیلمبرداری در نیویورک نیز برنامه‌ریزی شده است.

## انتشار
فوکس فیچرز حقوق توزیع ایالات متحده را برای این پروژه در مارشه دو فیلم در ماه مه ۲۰۲۴ به دست آورد، سی‌جی ئی‌ان‌ام حقوق توزیع را در کره جنوبی دریافت کرد و یونیورسال پیکچرز توزیع بین‌المللی را در هر جای دیگری به عهده گرفت.
این فیلم برای انتشار در ۷ نوامبر ۲۰۲۵ در ایالات متحده برنامه‌ریزی شده است.